# Алегореза
Алегореза (грч. ἀλληγορέω – тумачим описно, алегорично, грч. ἀλληγορία у Цицерона),  је алегорично тумачење дјела с намјером да се открије његов скривени смисао. То подразумјева да дјело указује на нешто више и дубље од онога што нам се у њему непосредно казује. Овај приступ дјелу везује се за име Теагена, који је први алегорички тумачио митове (крај 6. вијека прије н. е), нарочито Хомера, објашњавајући однос међу боговима алегоријском сликом односа и борбе супротних природних елемената. Познато је алегоричко-теолошко тумачење Пјесме над пјесмама као односа Исуса и цркве; Дантеово алегоричко тумачење Вергилија и Дантеово примјењивање алегорије као принципа поетике.  